# Оранджберг (округ, Південна Кароліна)
Шаблон:StateAbbr_ 33°26′ пн. ш. 80°48′ зх. д. / 33.44° пн. ш. 80.8° зх. д.
Округ О́ранджбург (англ. Orangeburg County) — округ (графство) у штаті Південна Кароліна, США. Ідентифікатор округу 45075.

## Історія
Округ утворений 1769 року.

## Демографія
За даними перепису 
2000 року 
загальне населення округу становило 91582 осіб, зокрема міського населення було 30418, а сільського — 61164.
Серед мешканців округу чоловіків було 42610, а жінок — 48972. В окрузі було 34118 домогосподарств, 23876 родин, які мешкали в 39304 будинках.
Середній розмір родини становив 3,11.
Віковий розподіл населення поданий у таблиці:
| Стать    | До 15 років | 15-21 | 22-29 | 30-39 | 40-49 | 50-65 | 65-85 | Понад 85 |
| -------- | ----------- | ----- | ----- | ----- | ----- | ----- | ----- | -------- |
| Чоловіки | 9907        | 5436  | 4305  | 5528  | 6000  | 6755  | 4385  | 294      |
| Жінки    | 9489        | 5983  | 4907  | 6462  | 6990  | 7729  | 6371  | 1041     |

## Суміжні округи
- Калгун — північ
- Клерендон — північний схід
- Берклі — південний схід
- Дорчестер — південний схід
- Коллтон — південь
- Бемберг — південний захід
- Барнвелл — захід
- Ейкен — захід
- Лексінгтон — північний захід

## Виноски
1. ↑  U.S. Decennial Census. United States Census Bureau. Архів оригіналу за 26 квітня 2015. Процитовано 18 березня 2015.
2. ↑  Historical Census Browser. University of Virginia Library. Архів оригіналу за 11 серпня 2012. Процитовано 18 березня 2015.
3. ↑  Forstall, Richard L., ред. (27 березня 1995). Population of Counties by Decennial Census: 1900 to 1990. United States Census Bureau. Процитовано 18 березня 2015.
4. ↑  Census 2000 PHC-T-4. Ranking Tables for Counties: 1990 and 2000 (PDF). United States Census Bureau. 2 квітня 2001. Процитовано 18 березня 2015.
5. ↑  State & County QuickFacts. United States Census Bureau. Архів оригіналу за 6 червня 2011. Процитовано 25 листопада 2013.(англ.) Наведено за англійською вікіпедією.
6. ↑  American FactFinder. Бюро перепису населення США. Архів оригіналу за 26 лютого 2012. Процитовано 31 січня 2008.

Шаблон:Оранджбург (округ, Південна Кароліна)
| США | Це незавершена стаття з географії США. Ви можете допомогти проєкту, виправивши або дописавши її. |